# Lewis Radcliffe
Pour les articles homonymes, voir Radcliffe.
Lewis Radcliffe est un naturaliste, ichtyologiste et malacologiste américain, né en 1880 et mort en 1950.
Il est membre du service des pêches du gouvernement américain jusqu’en 1932 et participe, comme assistant-naturaliste, de l’expédition aux Philippines conduite par Hugh McCormick Smith (1865-1941). Il décrit de nombreuses espèces de poissons dont quelques requins. Il dirige également l’institut des huîtres d’Amérique du Nord jusqu’à sa mort.